# Canso

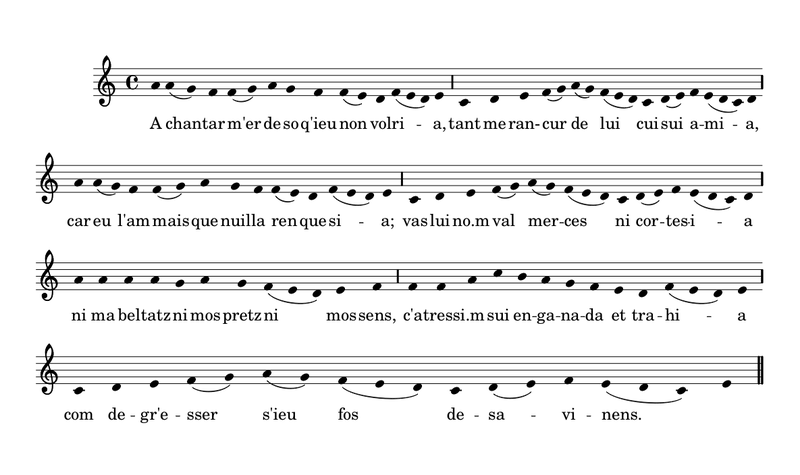
Comtessa de Dia: canso A chantar m'er we współczesnej notacji (fragment)

Canso, canzo, canço – gatunek uprawiany od końca XII wieku przez trubadurów, posiadający budowę stroficzną, opowiadający o dworskiej miłości – w przeciwieństwie do politycznych lub moralizujących pieśni znanych jako sirventes. Te dwa terminy stopniowo zastępowały słowo vers, które używane było przez najwcześniejszych trubadurów na określenie stroficznej pieśni o dowolnej tematyce. Wydaje się, że najważniejszą różnicą pomiędzy canso a vers była tematyka: canso musiało opowiadać o dworskiej miłości. Vida Peire d’Alvernhe zauważa, że "...nie napisał on żadnej canson, ponieważ w tym czasie żadnych pieśni nie zwano cansos, lecz vers; to Giraut de Bornelh stworzył pierwszą canson". Trubadurzy okresu przejściowego (np. Bernart de Ventadorn i Peire Vidal) stosowali oba terminy na określenie bardzo podobnych w formie i tematyce pieśni.
Jakkolwiek canso posiadało stroficzną budowę, każdy utwór miał być inny: oryginalność w tworzeniu układów rymów oraz form metrycznych była szczególnie ceniona.
Canso jest najbardziej prestiżowym spośród wszystkich gatunków uprawianych przez trubadurów, dlatego też określa się je jako grande chanson courtoise. Zarówno język, jak i tematyka są ściśle określone; według średniowiecznych traktatów, każde canso powinno posiadać oryginalną melodię w przeciwieństwie do sirventes, które zazwyczaj pisano do melodii już istniejących. Analiza porównawcza zachowanych utworów potwierdza, że na ogół tej reguły przestrzegano.